# У захваті від тебе (телесеріал)
У захваті від тебе (англ. Mad About You) — американський комедійний серіал, який виходив на телеканалі NBC з 23 вересня 1992 по 24 травня 1999 року.
Серіал зосереджений в основному на сімейному житті молодят: Пола Бухмана, режисера документальних фільмів, та Джеймі Бухман, спеціалістці зі зв'язків з громадськістю. Близько до кінця шоу у них народилася донечка, яку вони назвали Мейбл.

## Виробництво
Гелені Гант та Полу Райзеру (головним акторам) платили 1 мільйон доларів за епізод за останній сезон (згідно з контрактами, що передбачали рівну оплату). Однак рейтинги різко впали того року, коли серіал був відсунутий від свого слота у вівторок.